# Asperula lutea
Asperula lutea är en måreväxtart som beskrevs av James Edward Smith. Asperula lutea ingår i släktet färgmåror, och familjen måreväxter. Inga underarter finns listade i Catalogue of Life.